# Joseph Droeven
Joseph Droeven (1896 - 1945) was de zoon van Tongenaar Florent Droeven en Chiacot, een Congolese vrouw die hij tijdens zijn verblijf in Congo ontmoet had. Droeven erkende zijn kind en nam hem mee naar België. Joseph Droeven groeide op in Herstal. Zijn vader keerde terug naar Congo waar hij in 1910 vermoord werd.
In 1913 meldde Joseph zich als beroepsvrijwilliger aan bij het Belgisch leger en werd zo de eerste zwarte Belgische beroepsmilitair. De pers debatteerde heftig of een kleurling al dan niet deel mocht uitmaken van het Belgisch leger. Na een examen werd Droeven tevens korporaal en daarmee werd het mogelijk dat hij het bevel zou gaan voeren over blanke soldaten.
Hij nam in 1914 deel aan de uitvallen bij Antwerpen en de terugtocht naar de IJzer. Hij deserteerde uiteindelijk, o.a. omdat de blanke soldaten hem niet willen gehoorzamen. Hij vluchtte naar Frankrijk en werd in 1918 in Parijs gearresteerd. Droeven was een van de minstens 32 Congolezen die tijdens de Eerste Wereldoorlog in het Belgische leger dienden.
Na de Eerste Wereldoorlog trouwde Joseph Droeven. Hij vertrok met zijn gezin naar Congo.